# Leonetto Cappiello

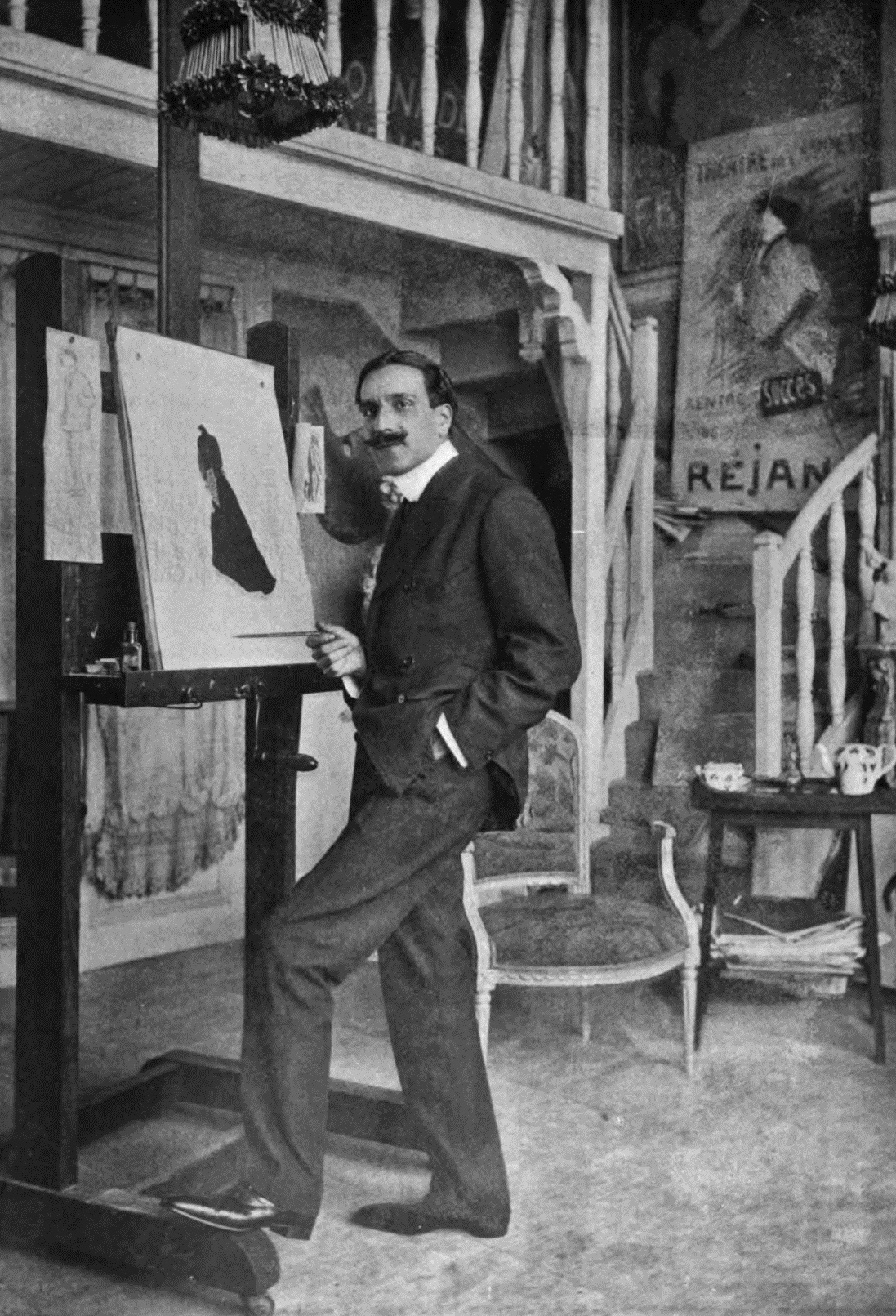
Leonetto Cappiello um 1903 in seinem Atelier

La Belle Otéro am 10. September 1898 in Paris, porträtiert von Leonetto Cappiello

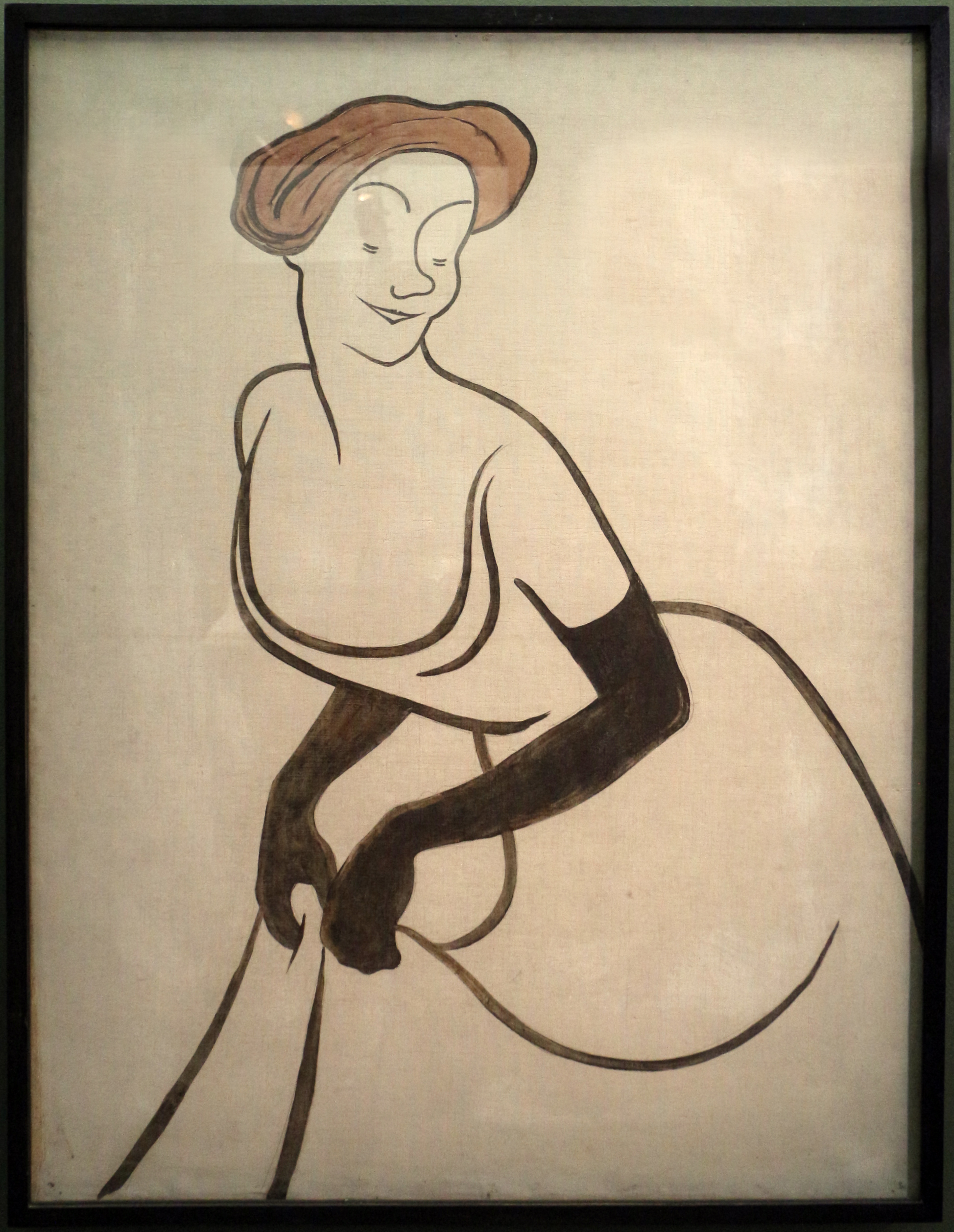
Yvette Guilbert um 1899 karikiert von Leonetto Cappiello

Leonetto Cappiello (* 6. April 1875 in Livorno; † 2. Februar 1942 in Cannes) war ein italienischer Illustrator, Plakatkünstler und Karikaturist, der in Paris wirkte.

## Leben
1895 publizierte Leonetto Cappiello erste Karikaturen in seiner Heimatstadt. Ab 1898 setzte er seine Karriere als Karikaturist in Paris mit Beiträgen in den humoristisch-satirischen Illustrierten Le Rire, Le Sourire, L’Assiette au beurre und Le Cri de Paris fort. 1899 gelang ihm mit der Arbeit Nos Actrices in La Revue blanche ein großer Wurf. 
Seine Poster ließ er zwischen 1900 und 1920 im Pariser Verlag P. Vercasson drucken. Von 1921 bis 1936 hatte er einen Vertrag mit der Kunstdruckerei Maison Devambez in Cannes. Er illustrierte La Princesse de Babylone (Voltaire 1768) und die Kurzgeschichte Le Poète assassiné (Guillaume Apollinaire 1916). Er saß in der Jury von Miss France.
Seine letzte Ruhe fand Leonetto Cappiello neben seiner Ehefrau Suzanne auf dem Friedhof von Senlisse.

## Bekannte Poster (Auswahl)
- 1900 Cachou Lajaunie
- 1905 Chocolat Klaus
- 1909 Thermogène
- 1910 Cinzano
- 1911 Bouillon Kub[1]
- 1912 Papier à cigarettes JOB[2]
- 1922 Parapluie Revel
- 1924: Bienfaisance italienne (Société italienne de bienfaisance de Paris)[3]
- 1930 Savourez la Savora[4]
- 1931 Chaussures Bally[5]
- 1932 Dubonnet

## Werke (Auswahl)
- Nos Actrices par L Cappiello. La Revue blanche, Paris 1899 (französisch, archive.org).
- Gens du Monde par L. Cappiello. L'Assiette au Beurre, No. 84, Paris 8. November 1902 (französisch, archive.org).
- 70 dessins de Cappiello. H. Floury, Paris 1905 (französisch, archive.org).